# ТЕС Семнан
35°38′16″ пн. ш. 53°28′37″ сх. д. / 35.63778° пн. ш. 53.47694° сх. д.
ТЕС Семнан – іранська теплова електростанція на півночі країни в провінції Семнан. 
Станцію ввели в експлуатацію у 2010 році з двома встановленими на роботу у відкритому циклі газовими турбінами MGT-70 (модернізація турбіни, розробленої німецькою компанією Siemens) потужністю по 162 МВт. 
ТЕС розрахована на споживання природного газу, постачання якого відбувається по трубопроводу Парчін – Сангбаст.
Видача продукції відбувається по ЛЕП, розрахованій на роботу під напругою 400 кВ.